# Турдей (река)
Турдей — река в России, протекает по Тульской области. Левый приток Красивой Мечи.

## География
Река Турдей берёт начало у железнодорожной платформы Дуплище. Течёт на запад. Устье реки находится у деревни Турдей в 195 км по левому берегу реки Красивая Меча. Длина реки составляет 24 км, площадь водосборного бассейна 423 км².

## Притоки (км от устья)
- 22 км: река Сухая Плота (Сухая Плотина) (пр)
- 24 км: река без названия, в 1,7 км к юго-западу от села Лидинка (пр)

## Данные водного реестра
По данным государственного водного реестра России относится к Донскому бассейновому округу, водохозяйственный участок реки — Красивая Меча, речной подбассейн реки — бассейны притоков Дона до впадения Хопра. Речной бассейн реки — Дон (российская часть бассейна).
Код объекта в государственном водном реестре — 05010100112107000000566.